# Weißenbachmühle (Berg)
Weißenbachmühle ist ein Gemeindeteil der Gemeinde Berg im Landkreis Hof (Oberfranken, Bayern).

## Geographie
Die Einöde liegt an der Nordabdachung der Gegend um Berg in Richtung Saaletal bei Hirschberg an der Staatsstraße 2192 nordöstlich des Gemeindeteils Gottsmannsgrün in einem Tal des Waldgebietes vor Untertiefengrün. Nordöstlich der Saale befindet sich die Südabdachung des Thüringer Schiefergebirges bei Venzka und der Stadt Hirschberg.